# Typecasting
Typecasting innebär att en skådespelare blir känd för en enskild roll eller en viss typ av roller så att denna får svårt att ta sig ur det facket för att publiken förväntar sig att skådespelaren spelar en viss typ av roller, och/eller att rollsättare inte vågar satsa på att ge skådespelaren en annan typ av roll.
I vissa fall kan typecasting gynna skådespelaren då denne har funnit en lukrativ nisch. Det kan gälla till exempel actionstjärnor. I de flesta fall uppfattas typecasting dock som hämmande för karriären och skådespelarens möjligheter att bredda sig konstnärligt. Det kan också göra att karriären dör ut på grund av att skådespelaren blir för gammal för att spela "sin" typ av roller (till exempel med barnskådespelare), eller för att trender inom filmvärlden gör att den typen av roller inte är populära längre. 

## Exempel på skådespelare
Här följer några exempel på skådespelare som drabbats av typecasting, och vad deras "typ" är. De här skådespelarna är i princip bara kända för en viss typ av roller.
- Bela Lugosi - vampyrer, monster, galna vetenskapsmän.
- Dyanne Thorne - sadistiska kvinnor (främst Ilsa).
- Steven Seagal - actionhjälte.

Här är några skådespelare som kan anses vara typecastade för att de är starkt förknippade med en viss typ av roller, men som också med framgång spelat utanför denna "typ".
- Robert De Niro - maffiamedlem.
- Jim Carrey - tramsiga, korkade karaktärer med starkt minspel. I mitten av 90-talet var den typecastingen väldigt gynnsam för hans karriär, men han har senare till viss del lyckats tvätta bort typecaststämpeln.

Här följer några exempel på skådespelare som förknippas med en specifik rollfigur.
- Rowan Atkinson - Mr. Bean
- Roger Moore - James Bond
- Daniel Radcliffe - Harry Potter
- Henrik Dorsin - Ove Sundberg
- Torsten Lilliecrona - Melker Melkersson